# Löslighet

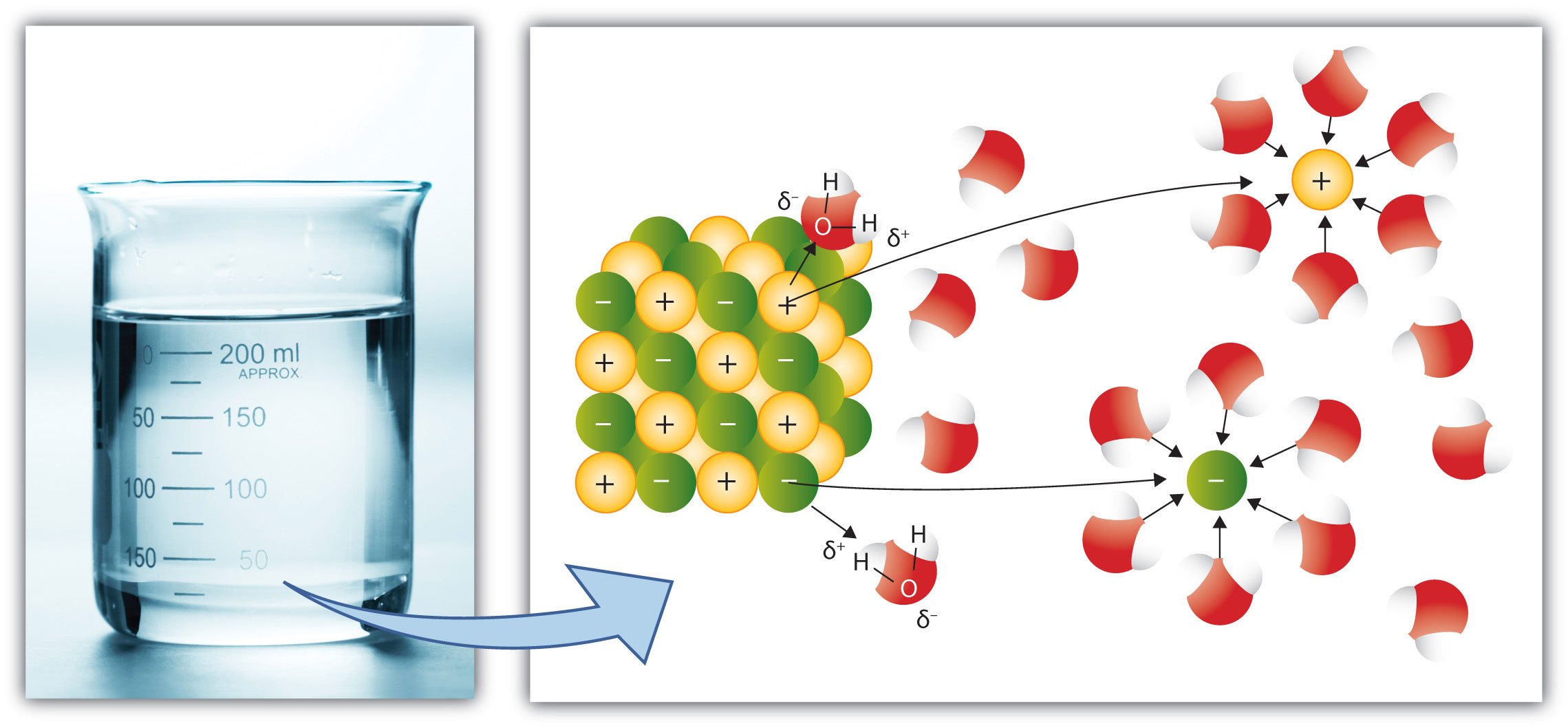
Visning på molekylnivå hur salt löses upp i vatten.

Ett ämnes löslighet i ett lösningsmedel är ett mått på hur stor mängd av ämnet som kan lösa sig i en viss mängd av lösningsmedlet.
En lösning med maximal mängd löst ämne kallas en mättad lösning. I en mättad lösning befinner sig det lösta ämnet i kemisk jämvikt mellan lösningen och den olösta fasen.
Två ämnen som löser sig i varandra i vilka proportioner som helst kallas blandbara. I den andra änden av skalan befinner sig olösliga ämnen. Detta är en något oegentligt benämning eftersom däri inbegrips även ämnen som bara löser sig i ytterst liten utsträckning exempelvis bariumsulfat, silverklorid med flera.
Det finns olika sätt att ange mängden av såväl lösningsmedel som löst ämne. Mängden kan anges som massa (kg, g, lb, oz(avoirdupois) eller annan massenhet. Exempelvis kan massan avse mängden torrsubstans vilket är vanligt för vattenlösningar av kemikalier som innehåller kristallvatten. En (omättad) 10 % sodalösning Na2CO3 innehåller däremot 27 % med avseende på kristallsoda Na2CO3·10H2O. Mängden kan vidare anges som volym, mol eller antal. Dessutom kan mängden avse före eller efter det att ämnena har blandats. Som ett exempel på mått före blandning: 100 g kokhett vatten förmår lösa 45,5 g soda men som kristallsoda 421 g.